# Lalou Bize-Leroy
Lalou Bize-Leroy, née Marcelle Marie-Élise Leroy le 3 mars 1932 à Paris, est une femme d'affaires française et propriétaire de vignobles en Bourgogne. Elle possède les domaines d'Auvenay et Leroy ainsi qu'une partie du domaine de la Romanée-Conti.

## Carrière
Bize-Leroy s'établit comme femme d'affaires dans le commerce des vins de Bourgogne en 1955, lorsqu'elle reprend l'entreprise de négoce de son père Henri Leroy (1894–1980),. À partir de 1974, elle co-dirige le domaine de la Romanée-Conti (DRC), l'un des plus grands domaines viticoles du monde, et est chargée notamment de son marketing. Avec Aubert de Villaine, elle contribue à faire du grand cru de la romanée-conti du domaine l'un des vins les plus recherchés au monde. Une série de désaccords, y compris le mécontentement de Bize-Leroy à l'implication d'Aubert de Villaine dans la dégustation du Jugement de Paris et des différends sur la gestion de la distribution des vins du domaine, conduit à son éviction en 1992.
Après avoir quitté le domaine de la Romanée-Conti, elle se concentre sur ses propres domaines. En 1988, elle acquiert plusieurs exploitations viticoles importantes qu'elle intègre au domaine Leroy. Dans les années 1990, elle établit ainsi le domaine Leroy comme l'un des principaux vignobles de Bourgogne.

## Vie privée
Lalou Bize-Leroy épouse Marcel Bize (décédé en 2004) en 1958 et donnent naissance à leur fille, Perrine Fenal. Elle est aussi la sœur de Pauline Roch (1929-2009).

## Philosophie du vin
Bize-Leroy croit fermement à la production de vin biodynamique et la pratique dans ses domaines.